# Бьюти-блогер
Бьюти-блогер (от англ. beauty — красота) — автор блога о красоте, макияже, уходе за собой. Деятельность бьюти-блогера заключается в написании материалов, создании фото- и видео контента, посвященного сфере красоты.

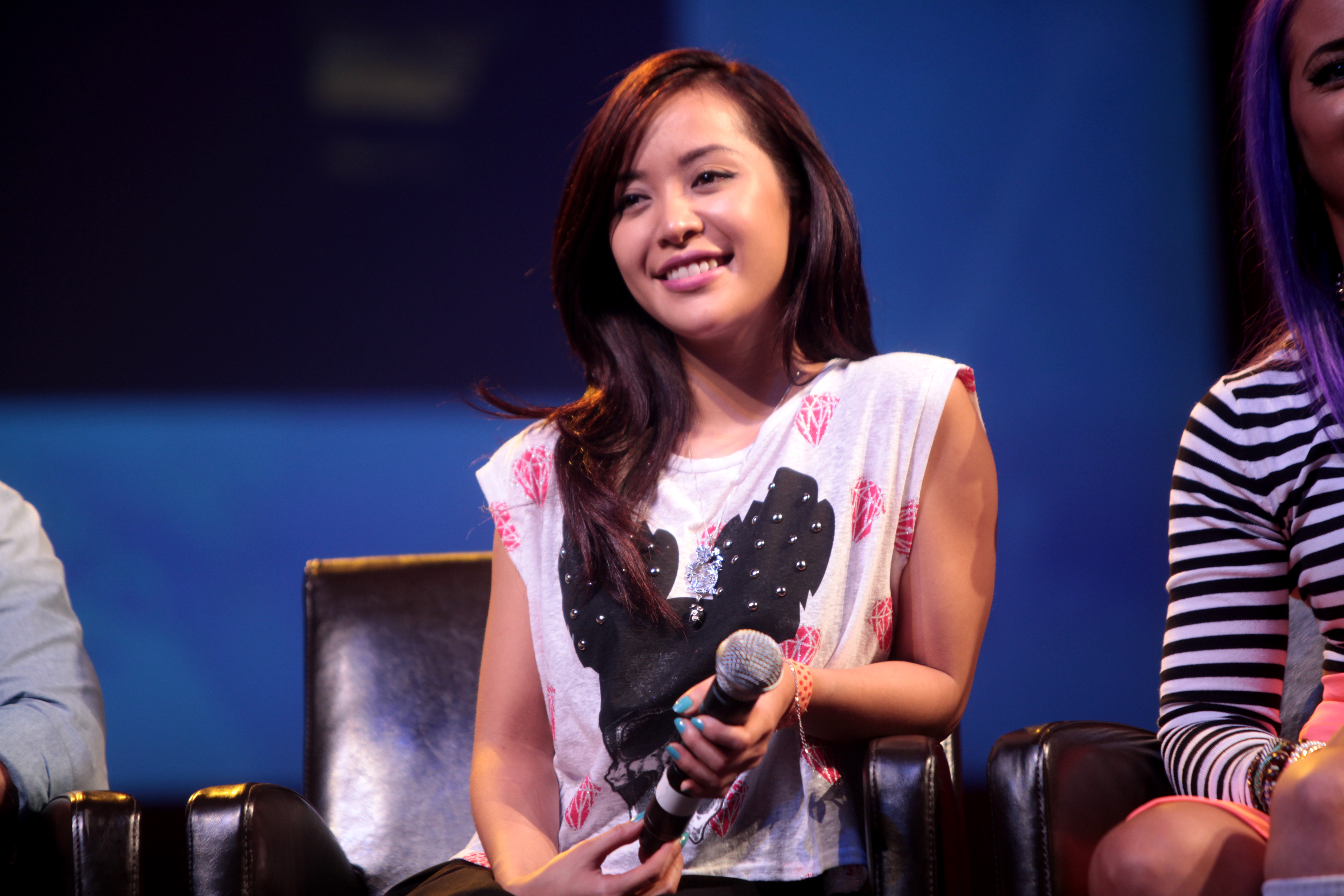
Мишель Фан

## История профессии
Понятие бьюти-блогер появилось относительно недавно, с появлением видео-блогов на канале YouTube. Поэтому изначально таких людей называли  "BeautyTuber". В данную категорию входили авторы, создающие контент на платформе YouTube о косметике, моде, уходу за волосами, ногтями и другим темам, связанным с красотой. На данный момент бьюти-блогеры работают на всех современных цифровых площадках.
Ещё в начале 2000-х начали появляться сайты, посвящённые тематике красоты. На своих порталах блогеры стали размещать отзывы о том или ином косметическом средстве. Далее последовало появление сайтов с подбором цветов для каждого типа внешности, сайты для подбора подходящего цвета тональной основы и т.п.
Первым знаменитым зарубежным бьюти-блогером принято считать Мишель Фан, которая начала ведение своего канала в 2006 году.  Её успех породил новое поколение талантов, которые набрали не меньшее число  подписчиков и просмотров страниц, чем  у Фан.
В бьюти-сообществе YouTube существует около 45 000 каналов. Большая часть из них специализируется на моде и красоте, обучении нанесению макияжа, рекомендациям по уходу.
Наиболее известными зарубежными бьюти-блогерами являются Юя (Yuya), Джеймс Чарльз (James Charles), Никки де Ягер (NikkieTutorials), Худа Каттан, Мишель Фан, Джеффри Стар , Джеклин Хилл, Тати Уэстбрук (Tati).
В России популярны такие блогеры, как Наталина MUA, Lizaonair, Елена Крыгина, Виктория Моисеева (koffkathecat), Марк Кауфман и др.
После сайтов и YouTube бьюти-блогеры перешли в Instagram. Там, размещая контент, посвящённый сфере красоты, блогеры могут общаться со своей аудиторией, узнавать их предпочтения и желания.
Большая часть успешных  Instagram-блогеров не имеют канал на YouTube. Это объясняется тем, что в современном мире небольшие видеоролики лучше воспринимается аудиторией. Добавляя популярную музыку и эффекты на видео, Инстаграм-блогеры получают больший отклик своей аудитории.
Новейшей площадкой для бьюти-блогеров стала социальная сеть TikTok. В её рамках бьюти-инфлюенсеры (от англ. influence — влияние )  чаще всего создают видео-лайфхаки, DIY-контент, быстрые макияжи.

## Контент
Производство контента  не требует большого количества дорогостоящего оборудования, специального образования или технологического мастерства по сравнению с традиционными средствами массовой информации. Для простых видео требуется только компьютер с веб-камерой, подключение к Интернету и базовое программное обеспечение для редактирования, такое как iMovie. Доступность средств для создания видеоблога способствовала популярности и широкому распространению видео в этом формате.
Основными потребителями видео о моде и красоте  на YouTube являются подростки и молодые женщины.
Бьюти-видео чаще всего охватывают бренды среднего ценового сегмента (т.н. масс-маркет), чтобы заинтересовать большую часть аудитории.  Несмотря на вложенные средства и усилия, необходимые для поддержания активности на канале, бьюти-видео носят, по большей части, развлекательный характер.
Независимо от типа контента, качество играет решающую роль в популярности  видео. По мере того как блогеры все больше вкладываются в создание своих видео, зеркальная камера, как правило, является их первой  крупной инвестицией, чтобы обеспечить видео высокой четкости.
Опытные бьюти-блогеры учитывают и используют для продвижения своих видео особенности YouTube: возможность связывать видео, добавлять видео теги , заполнять поля описания видео, контактные данные и информацию о продукте.

### Жанры
Бьюти-блогеры работают во многих жанрах. Наиболее распространёнными из них являются такие жанры как: туториалы (makeup tutorials and looks, от англ. tutorial — руководство, учебное пособие ), лайфхаки (от англ. life hack - ухищрение), топ (top) продуктов/образов, DIY, обзор, сравнение, тест-драйв, анбоксинг (от англ. unboxing — распаковка ), вопросы-ответы.  
Туториалы - это  обучающее видео. Наибольшей популярностью пользуются ролики, в которых автор блога демонстрирует, как наносить макияж, укладывать волосы, создавать модный образ, он выступает в своём видео в роли наставника.
Лайфхаками в бьюти-блогерстве называют видео- или фотоматериал, содержание которого позволяет облегчить или упростить применение того или иного продукта, средства, технологии нанесения.
Топ (любимые продукты, одежда, косметика) - материал, который рассказывает о личных предпочтениях блогера, его фаворитах среди косметических продуктов, брендов.
DIY (от англ. do it yourself  — сделай сам ) показывает, как можно самостоятельно сделать косметический продукт или средство для его использования.
Обзор (или review) — это жанр, в котором бьюти-блогер использует какое-либо новое для него косметическое средство, делится своими впечатлениями и выявляет достоинства и недостатки продукта.
В жанре сравнения бьюти-блогер использует несколько продуктов или несколько брендов, чтобы выяснить, какой из вариантов лучше, интереснее и стоит своих денег.
Тест-драйв используется блогерами для более полного ознакомления с брендом или средством. На протяжении какого-то времени инфлюенсер тестирует продукт, чтобы потом предоставить аудитории свою расширенную рецензию.

### Тематика видео
Бьюти-блогеры стараются  придерживаться в своих видео непринужденного, дружелюбного тона, обращаясь к смотрящему в формате "лицом к лицу", создавая впечатление, что зрители сидят напротив них. Этот метод является коммуникативным, поскольку позволяет реалистично взаимодействовать со зрителями.
Видео, которые носят образовательный характер, т.е. обучают чему-то. В подобных видео блогер делится своими знаниями, навыками, показывает методы взаимодействия с продуктом. Часто такой формат переходит в раздел нативной рекламы, если в ролик интегрирован бренд. Популярность подобных видео основывается на том, что пользователи любят учиться и узнавать новое, а блогер, как эксперт в своей области, предоставляет эти знания. Ролики данного типа не теряют своей популярности, а наоборот набирают процент от общего просмотра роликов о красоте. На 2016 год, обучающие видеоролики по макияжу отвечали за 68,5 процента просмотров, записанных для топ-200 видеороликов о красоте, по сравнению с 45 процентами в прошлом году. Согласно исследованию Pixability, общее количество просмотров обучающих роликов выросло на 65 процентов в годовом исчислении.
Немаловажно и сотрудничество бьюти-блогеров с рекламодателями. Отсюда вытекает отдельное направление видео-контента - рекламное. В своих аккаунтах в социальных сетях бьюти-инфлюенсеры рекламируют средства и бренды на коммерческой или некоммерческой основе. Также популярен вид сотрудничества посредствам пиар (pr) - рассылки: компания присылает бьюти-блогеру свои товары на обзор, ожидая получить за это положительный отзыв на свою продукцию, или просто упоминание  бренда в видеоролике.  Блогеры формируют, таким образом, связь между брендом и потребителем, создавая представление о бренде, формируя чувство значимости, общности в сознании своих зрителей. Подобные  видео о моде и красоте создают  новые впечатления от историй о походах по магазинам, приобретений новых продуктов и получения информации о свойствах и качестве рекламируемого продукта в позитивном ключе.
Другим типом подачи материала, являются информационные ролики. Важной чертой информационных роликов является  небольшая длительность и ёмкая подача информации, отражающей главные особенности и черты описываемого товара или продукта. Примером подобных видео может быть демонстрация нарядов на человеке, подборка любимых продуктов марки и описание новинок.
«Сторителлинг» - (от англ. story telling рассказать историю) пересказ личных историй на камеру.  Цель такого видео — рассказать о событии, вовлекая эмоционально зрителя в ситуацию. Подобные видео строятся на сюжете, ходе неких  событий из жизни блогера и его окружения.
Ролики, которые не несут смысловой нагрузки, относятся к развлекательным видео. Подобный контент приносит людям радость, хорошее настроение, вызывает улыбку, т.е. развлекает аудиторию. Данный тип видео-контента пользуется большой популярностью.
Выбор темы следующего видео часто определяется количеством просмотров предыдущих, их популярностью. Несмотря на то, что блогеры  утверждают, что создают контент, основываясь на запросах зрителей и, таким образом, поклонники  получают то, что хотят видеть, трудно игнорировать тот факт, что некоторые типы контента работают лучше, чем другие.

## Роль в контексте, влияние на общество
Роль бьюти-блогеров в обществе часто недооценивают. Однако, рассматривая их деятельность в контексте индустрии красоты в целом, нельзя не увидеть значительное влияние на аудиторию: на молодых девушек и юношей, а также на женщин среднего возраста. Деятельность таких блогеров помогает людям определиться с покупкой определённого продукта, узнать что-то новое об уходе за собой, почерпнуть из блогов вдохновение и мотивацию.
Многие блогеры начинают свои видео/посты  с восторженных приветствий, в том числе благодаря зрителей за обратную связь, а также просьб написать в комментариях их предпочтения и критические замечания. Зрители могут реагировать и оставлять  комментарии, которые повторяют то, что показывается в материале, как правило, соглашаясь с мнением автора канала; однако, эти комментарии лишены смысла, выходящего за рамки эмпатии. В каждом своём видео/посте блогеры обязательно просят  лайкать и подписываться на их канал/аккаунт.
Некоторые блогеры используют свои каналы для развития личного бренда и получения дохода от рекламы, а также сотрудничая с косметическими и/или швейными брендами для запуска новых продуктов. Бьюти-блогеры активно участвуют в различных коллаборациях и рекламных кампаниях брендов. Ведь выбирая в качестве инфлюенсера популярного блогера, компании приобретают большее доверие аудитории к своим продуктам, а следовательно и большие продажи.
Многие бьюти-блогеры, сформировав свою аудиторию, сами приступают к созданию косметической линейки или собственного бренда. Среди бьюти-блогеров также популярен и селф-брендинг. Например, Худа Каттан в 2013 году запустила линию косметики «Huda Beauty», Кайли Дженнер — «Kylie Cosmetics»,  Эмили Вайс ( Emily Weiss)  превратила свой косметический стартап в глобальный бренд Glossier стоимостью более 1 миллиарда долларов. Российские известные бьюти-блогеры - Елена Крыгина создала бренд  «Krygina Cosmetics», Гоар Аветисян, совместно с маркой косметики MAC, выпускает линейки именных продуктов. Гоар славится не только своим мастерством, но и творческим подходом. Как и творческий блогер Анна Егорова, имеющая свой канал на YouTube —  "положительно акварель". Многие бьюти блогеры используют в своей творческой карьере принципы рисования, как у Анны.
На 2016 год на Youtube  было загружено более 5,3 миллиона видеороликов в сфере красоты, из двухсот лучших бьюти-видео,  86% были созданы именно бьюти-блогерами, а не брендами красоты. В 2018 году контент, связанный с красотой, собрал на видеоплатформе более 169 миллиардов просмотров.  Контент, связанный с модой и красотой,  является одним из самых популярных на YouTube, привлекая крупные компании вкладываться в интернет-рекламу. Серьезные многоканальные сети, обращаются к независимым бьюти-блогерам, чтобы сформировать сеть каналов для увеличения просмотров в рамках маркетинговых задач. Исследование компании Pixability, занимающейся технологиями видеорекламы, свидетельствует о том, что созданный брендом цифровой контент отстает от контента, созданного отдельными авторами. Исследование 2016 года, получившее название "Digital Makeover: The Social Video Beauty Ecosystem", показало, что косметические  бренды  контролировали всего 2,6 процента контента о красоте на YouTube, по сравнению с 4,6 процента в прошлом году, а 86 процентов из 200 лучших видеороликов о красоте на YouTube были созданы бьюти-блогерами.
В апреле 2017 года издание Forbes.com опубликовало свой список "лучших инфлюенсеров" в социальных сетях за 2017 год. Среди 10 лучших бьюти-блогеров, половина мест принадлежала представителям США, также в список входили блогеры из Великобритании, ОАЭ, Новой Зеландии и Нидерландов . Вместе эти десять ютуберов имели более 46,5 миллионов подписчиков на YouTube.
Деятельность бьюти-блогеров попадает под регулирование национального законодательства, в частности закона о СМИ и блогерах. Принятый в 2014 году ФЗ под номером 97 «О внесении изменений в Федеральный закон «Об информации, информационных технологиях и о защите информации» и отдельные законодательные акты Российской Федерации по вопросам упорядочения обмена информацией с использованием информационно-телекоммуникационных сетей», стали первой попыткой государственного регулирования деятельности блогеров.
Понятие блогер официально было введено со вступлением в законную силу 97-ФЗ. По этому документу блогерами признаются лица, которые имеют интернет сайт или страницу в социальной сети, которые используются для размещения информации доступной широкой общественности. Блогерами можно считать только тех пользователей, которые соответствуют  параметрам:
- Информация, размещенная на их сайте или странице в интернете, набирает просмотры в течение суток более, чем от трех тысяч пользователей;
- Доступ к сайту или страницы гражданина не ограничен;
- По закону пользователь вправе самостоятельно определять порядок использования своего блога или страницы, а также по собственному усмотрению размещает информацию.[20]

Влияние, которое бьюти-блогеры оказали на медиа-сферу, особенно заметно в журнальном мире. Например,  Линду Уэллс, главного редактора журнала Allure Magazine, сменила новая редакция, которую руководство журнала посчитало  более технически подкованной и знакомой с онлайн-сферой бьюти-блогеров. Мишель Ли, бывший редактор Nylon и нынешний главный редактор Allure, сказала, что, хотя поначалу в журнальном мире была «враждебность» к бьюти-блогерам, она решила вместо этого сотрудничать с ними. Это было решающее решение, учитывая, что бьюти-блогеры имеют гораздо большее влияние на массы, чем редакторы печатных изданий о красоте в наши дни.
По мнению отраслевых обозревателей, видеоблоги о красоте скоро затмят журналы по охвату и станут основным источником информации в сфере красоты для потребителей. Помимо создания видеороликов, западные бьюти-блогеры, обычно принимают участие в медийных мероприятиях, таких как BeautyCon Festivals, ежегодный фестиваль красоты для брендов и интернет-знаменитостей и Vidcon, конференция с участием звезд YouTube, брендов и медиа-компаний. Российские популярные блогеры также принимают активное участие в оффлайн-мероприятиях, крупных фестивалях, конференциях, где их можно увидеть и послушать вживую. Такими масштабными мероприятиями являются: VK Fest, Видфест, Фестиваль «Блогеры России», Пикник «Афиши» и др.

## Критика
Несмотря на то, что бьюти-блогеры дают практичные советы и вселяют в своих подписчиков уверенность, многие отмечают и их весьма пагубное влияние на публику. Молодые девушки, наблюдая за публикуемым контентом, начинают комплексовать, так как блогеры навязывают аудитории определённые стандарты красоты. В попытке угнаться за идеалом, девушки прибегают к использованию пластической хирургии, меняют свою природную красоту или тщательно прячут её под слоем макияжа.
С деятельностью бьюти-блогеров связано и множество скандалов из мира косметики. В 2016 году в центре конфликта оказался один популярный бренд бальзамов для губ, который продвигался не только многими инста-блогерами, но и знаменитостями, такими как Кайли Дженнер и Майли Сайрус. Их репутация была поставлена под удар после того, как покупатели бальзама стали публиковать в сети фотографии сыпи на лице после использования данного продукта.
В 2019 году в России Инстаграм-блогеры подали коллективный иск на ООО «Фем фаталь рус» после того, как блогер Екатерина Конасова обнаружила в составе сыворотки опасный антибиотик тетрациклин, о наличии которого производитель не сообщал, а также выявила несоответствие состава тому, что указано на этикетке продукта. Бьюти-блогеры, рекламировавшие этот продукт, извинились перед своей аудиторией и рекомендовали прекратить использование данной сыворотки.